# Langelot et le Gratte-Ciel
Langelot et le Gratte-Ciel est le cinquième roman de la série Langelot, écrite par le Lieutenant X (Vladimir Volkoff). Ce roman a été édité pour la première fois en 1967, dans la Bibliothèque verte, où il porte le numéro 318.

## Principaux personnages

### «Les gentils»
- Capitaine Montferrand (ayant pour nom de code Nébuleuse 1 dans ce roman) : chef de la section Protection du SNIF.
- Capitaine Mousteyrac (alias « M. Martineau », alias « Nébuleuse 2 ») : agent du SNIF, surnommé « Cavalier seul » par ses camarades, grand diable aux cheveux bruns et à la grosse moustache noire, compétent, courageux, vaniteux, indiscipliné.
- Langelot (alias « Jean-Paul Brulard », alias « Nébuleuse 3 ») : orphelin, agent peu expérimenté du SNIF, blond, 1,68 m, mince, « traits menus mais durs ».
- Phil Laframboise (alias « M. Laliberté ») : agent et capitaine de la Police montée (ou « Police fédérale canadienne »)[1] : grand, maigre, visage osseux, joues creuses, yeux bleus profondément enfoncés dans leurs orbites, bouche mince fendue au couteau. Cheveux noirs. Mains noueuses, robustes, poilues sur le dessus. Parle français en roulant les « r » comme les Berrichons. Chargé de l'enquête pour contrecarrer le projet de Maurice Zauber, dans le gratte-ciel Prospérité.
- Grisélidis Vadebontrain (« Grigri » pour les amis) : secrétaire d'une entreprise dont les bureaux sont dans le gratte-ciel ; de petite taille, de visage expressif, au parler imagé.

### «Les méchants»
- Maurice Zauber : chef d'une bande d'espions internationaux, arrêté et condamné au Canada.
- M. Fernandez : directeur d'une agence de voyages dont le bureau se trouve dans le gratte-ciel Prospérité.
- L. Austin : publicitaire dont le bureau se trouve dans le gratte-ciel Prospérité.
- Jo Smuts : photographe, employeur de Grisélidis Vadebontrain, dont le bureau se trouve dans le gratte-ciel Prospérité.
- M. Chenonçay : de l'agence de relations publiques Osmose, dont le bureau se trouve dans le gratte-ciel Prospérité.
- M. Guerdain : de l'agence de renseignements Je sais tout, dont le bureau se trouve dans le gratte-ciel Prospérité. Il dispose des gorilles, gardes du corps.
- Pistchik, Grotius et Black : avocats dont le bureau se trouve dans le gratte-ciel Prospérité.
- Le gérant de La Puszta, restaurant se trouvant dans le gratte-ciel Prospérité.

### Autre personnage
- Hermann Fluss : disquaire.

## Résumé

### Menace contre un gratte-ciel
Dans les bureaux parisiens de la Société Nationale Immobilière et Foncière (alias le SNIF), le capitaine Montferrand prépare la mission « Nébuleuse » avec le capitaine Mousteyrac et avec Langelot.
La mission « Nébuleuse » a pour origine les derniers mots d'un bandit de l'organisation de Maurice Zauber, ce dernier étant emprisonné au Canada : « Prospérité… catastrophe. » Prospérité est le nom d'un gratte-ciel de Montréal au Canada. Une société française occupe l'un des étages de cet immeuble, d'où l'idée de créer une enquête de protection mixte franco-canadienne. Or le capitaine Mousteyrac rechigne à s'associer aux canadiens et n'apprécie pas davantage de travailler avec un agent débutant de dix-huit ans : Langelot.
En arrivant à Montréal, Mousteyrac ordonne à Langelot de rester à l'hôtel, puis de le retrouver le soir dans un restaurant. Mousteyrac ne se rend pas au rendez-vous. Langelot décide alors de contacter les autorités canadiennes et retrouve ainsi le contact canadien du SNIF, le capitaine Phil Laframboise, de la Police montée canadienne.

### Enquête
Langelot apprend que la police canadienne utilise un coefficient statistique d'honorabilité de 0 à 100 pour isoler sept suspects parmi les locataires du gratte-ciel. Langelot et Phil Laframboise se répartissent les entreprises à étudier.
Langelot se fait successivement passer pour un jeune homme en quête d'emploi chez un détective privé de l'immeuble, puis pour un laveur de vitres pour accéder aux locaux d'une autre société de l'immeuble.
Il fait connaissance de Grisélidis Valdebontrain dans l'un des ascenseurs du gratte-ciel, et la retrouve de nouveau quand il enquête déguisé en laveur de vitres.
Profitant d'une panne d'électricité, le malfrat Maurice Zauber s'échappe de prison. La situation empire ; il prépare « un coup énorme » susceptible de causer un dommage fatal à l'économie canadienne.

### Assiégés
Langelot sauve Grigri d'une mort affreuse alors qu'elle est emprisonnée dans un local sans aération, respirant une bouteille de gaz ouverte : elle risque l’asphyxie. En effet, Grigri, selon son surnom affectueux, a vu quelque chose qu'elle n'était pas censée voir.
Langelot, Grisélidis et Phil se trouvent tous trois bloqués au cinquantième et dernier étage de l'édifice, dans le studio du photographe Jo Smuts. Au sommet du gratte-ciel, ils sont assiégés par leurs ennemis, avec lesquels ils communiquent. Ces derniers retiennent le capitaine Mousteyrac. Tentant de s'échapper, Phil, puis Langelot, effectuent deux tentatives périlleuses et infructueuses. Aucune communication avec l'extérieur n'est possible.
Langelot comprend alors comment accéder au quartier général des terroristes.

### Dénouement
Entrant dans le quartier général des voyous, situé dans le sous-sol secret du gratte-ciel, avant l'arrivée de Maurice Zauber, Phil et Langelot interrompent à temps l'acte criminel menaçant le Canada et son économie. Ils arrêtent Zauber et l'ensemble de ses comparses. L'économie canadienne est sauvée.

## Les différentes éditions
- 1967 - Hachette, Bibliothèque verte (français, version originale), illustré par Maurice Paulin.
- 1974 - Hachette, Bibliothèque verte, illustré par Maurice Paulin.

## Autour du roman
- C'est la première apparition du capitaine Mousteyrac, qui reviendra notamment dans Langelot chez les Pa-pous. C'est également la première apparition de Grisélidis Vadebontrain, qui reviendra dans Langelot et la Danseuse.
- Mousteyrac cite le nom du Colonel Remy, alias Gilbert Renault, l'un plus célèbres agents secrets de la Résistance française pendant l'Occupation de la France lors de la Seconde Guerre mondiale.
- Dans l'avion Langelot confond les degrés Celsius et Fahrenheit. Il se fait expliquer la différence par la plus jolie des hôtesses de l'air.
- À sa descente d'avion, Langelot passe la douane canadienne avec en poche son pistolet et ses 78 cartouches de calibre 5,5 - parce qu'il n'y a ni fouille des voyageurs, ni détecteur de métaux, à l'aéroport.
- Les services secrets canadiens surveillent dès leur descente d'avion les agents français avec lesquels ils sont censés collaborer.
- Langelot s'étonne de la franchise et de la simplicité de Phil Laframboise : « Quel fonctionnaire important vous cèderait ainsi sa place (son bureau), ne serait-ce que pour quelques minutes, dans la vieille Europe confite en hiérarchie ? »
- Lorsque Phil Laframboise se met à tutoyer Langelot, celui-ci pense d'abord que l'autre veut le traiter en gamin et le tutoie en retour pour le remettre en place. C'est en constatant que Laframboise ne se vexe en rien, au contraire, que Langelot décide de lui faire confiance : « Ce fut comme si un pacte était scellé, pacte sans discours et sans paperasse, pacte de camaraderie absolue, comme ne savent en conclure que ceux dont le métier est d'affronter la mort. »
- La première fois que Langelot rencontre Grisélidis Vadebontrain, il commet « l'insulte suprême » en lui répondant comme si elle lui avait parlé en anglais alors qu'elle parle français avec un fort accent canadien.
- Le roman expose : la liste des suspects dressée par les services secrets canadiens, le tableau de commandes de l'un des ascenseurs du gratte-ciel et le plan d'un étage type du gratte-ciel. Toutes les informations disséminées au fil du récit jouent un rôle capital dans la suite des événements.
- Phil Laframboise explique à Langelot que des « machines électroniques », à partir des renseignements fournis, ont noté chaque habitant du gratte-ciel, les « coefficients » allant de 0 à 100 ce qui a distingué sept suspects (notés inférieurs à 10), ce qui peut être une anticipation de l'exploitation de données, par l'auteur.
- Une suite est un ensemble de bureaux loués à un seul locataire, allant de deux à dix pièces. Le gratte-ciel Prospérité en compte 160, dont 49 libres.
- Le premier gratte-ciel de Montréal, l'Édifice New York Life date de 1888. D'autres ont été construits dans le courant des années 1960. En 1967, à la parution du roman, la Tour de la Bourse est le plus haut gratte-ciel de Montréal, à 190 mètres, pour 47 étages. Cet édifice est « noir et argenté » comme Prospérité, lequel mesure 150 mètres[2] et comporte 50 étages[3].
- L'hôtel Reine Élizabeth où loge le capitaine Mousteyrac est inauguré en 1958. Sa dénomination a fait l'objet d'une controverse. L'auteur l'orthographie Reine-Elisabeth.
- Les agents français interviennent en raison de la présence d'une société française dans l'immeuble : une « société franco-canadienne d'aluminium. » Avant son rachat en 2007, la société Alcan possédait son centre de décisions à Montréal, le siège de ses activités d’emballage et des produits usinés étant à Paris, avec des usines en France[4].
- Maurice Zauber envisage de priver le Canada de toute alimentation électrique. La gestion de l'électricité au Canada est provinciale. De 1962 à 1963, le Québec achève la nationalisation de son électricité. Ce plan industriel, financier et boursier éminent provoque beaucoup de réactions et s'achève par le regroupement de la production, du transport et de la distribution dans une seule entreprise publique québécoise. En 1967, une seule entreprise concentre la gestion de l'électricité, pour la seule province de Québec.
- Der Zauber, en allemand, signifie : magie, sortilège.